# نورمان بايرنز
نورمان بايرنز (بالإنجليزية: Norman Brice Byrnes)‏ هو عالم نبات أسترالي، ولد في 1922، وتوفي في 1998.